# Східно-Центральна область (Буркіна-Фасо)
Східно-Центральна (фр. Centre-Est) — область на південному сході Буркіна-Фасо.
- Адміністративний центр — місто Тенкодого.
- Площа — 14852 км², населення — 1 132 023 людини (2006 рік).

Чинний губернатор Східно-Центральної області — Симеон Савадого (за професією — вчитель).

## Географія
На заході межує з Південно-Центральною областю, на північному заході — з областю Центральне Плато, на півночі — з Північно-Центральною областю, на сході — з Східною областю, на півдні — з Того і Ганою.

## Населення
Область заселена переважно представниками народностей мосі і басса.

## Адміністративний поділ
В адміністративному відношенні Східно-Центральна область підрозділяється на 3 провінції:
| Провінція  | Адм. центр | Населення, чол.(2006) |
| ---------- | ---------- | --------------------- |
| Булгу      | Тенкодого  | 542 286               |
| Кульпелого | Уаргайє    | 259 395               |
| Курітенга  | Купела     | 330 342               |